# Sululos
Sululos (łac. Diocesis Sululitanus) – stolica historycznej diecezji w Cesarstwie rzymskim w prowincji Afryka Prokonsularna, sufragania metropolii Kartagina. Współcześnie w Tunezji. Obecnie katolickie biskupstwo tytularne.

## Biskupi tytularni
| Lp. | Biskup                       | Funkcja                                                       | Od                | Do               |
| --- | ---------------------------- | ------------------------------------------------------------- | ----------------- | ---------------- |
| 1   | Ange-Marie-Paul Hiral        | wikariusz apostolski Port-Said (Egipt)                        | 18 marca 1929     | 18 stycznia 1952 |
| 2   | Fidel García Martínez        | emerytowany biskup Calahorra y La Calzada-Logroño (Hiszpania) | 7 maja 1953       | 10 lutego 1973   |
| 3   | Thomas William Murphy        | biskup pomocniczy São Salvador da Bahia (Brazylia)            | 29 grudnia 1973   | 6 lipca 1995     |
| 4   | John Baptist Tseng Chien-tsi | biskup pomocniczy Hualian (Tajwan)                            | 19 listopada 2001 |                  |